# リトル・クイーン
| 専門評論家によるレビュー      | 専門評論家によるレビュー |
| レビュー・スコア              | レビュー・スコア         |
| 出典                          | 評価                     |
| ----------------------------- | ------------------------ |
| AllMusic                      | [ 1 ]                    |
| PopMatters                    | Mixed                    |
| Rolling Stone                 | Mixed                    |
| The Rolling Stone Album Guide | [ 4 ]                    |

『リトル・クイーン』（Little Queen）は、1977年5月にポートレイト・レコードからリリースされたアメリカのロックバンド、ハートの3枚目のスタジオアルバム。このアルバムは1977年2月から4月にかけてワシントン州シアトルのKaye-Smith Studiosでレコーディングとミキシングが行われた。2004年6月29日にボーナストラック2曲を追加した『リトル・クイーン』のリマスター版がエピック・レコードとレガシー・レコーディングスから発売された。

## 背景
グループはデビューアルバム『ドリームボート・アニーに続く『マガジン』に取り組んでいた。しかしながら、所属レーベルのマッシュルーム・レコードとの契約をめぐる争いから、グループはCBSレコード（現ソニー・ミュージック）の一部門として新たに設立されたポートレイト・レコードと契約することとなった。
マッシュルームとは2枚のアルバムを出す契約になっており、レーベル側は2枚目のアルバムをリリースする権利があるとの立場をとった。これに基づいて、マッシュルームは『リトル・クイーン』やその他のハートの作品のリリースを妨げようと試みた。マッシュルームは『マガジン』の未完成のスタジオ音源5曲を使い、B面にはライブ音源2曲を収録した。1977年4月のこのアルバムの初版では、ジャケット裏面にただし書きが記載されていた。
最終的に法廷はハートが新しいレーベルと契約する自由を認めたが、マッシュルームに2枚目のアルバムを提供することを要求した。これに従ってハートはスタジオに戻り、4日間のマラソンセッションで『マガジン』の録音を再録音、リミックス、編集を行い、曲順を入れ替えた。裁判所命令で警備員が近くに立ち、マスターテープが消去されないようにしていた。
『リトル・クイーン』は1977年5月14日にリリースされ、リメイク版の『マガジン』は1978年4月22日にビルボードにランクインした。シングル「バラクーダ」のヒットもあって、『リトル・クイーン』は『マガジン』を圧倒的に上回り、最終的にアメリカレコード協会（RIAA）からトリプルプラチナの認定を受けた。とは言うものの、1977年にほぼ同時にリリースされたことで、バンドは3枚のアルバム（『ドリームボート・アニー』、『マガジン』、『リトル・クイーン』）を同時にチャートに載せるという栄誉を得た。

### 「バラクーダ」
『ドリームボート・アニー』がミリオンセラーとなった後でマッシュルームはローリング・ストーン誌の1976年12月30日号に "Million to One Shot Sells a Million"（「百万に一つの成功が百万枚売り上げる」）との見出しでバンドの成功を宣伝する一面広告を出した。この広告はタブロイド紙のナショナル・エンクワイラーの表紙を模したもので、『ドリームボート・アニー』のジャケット撮影時に撮られた肩を露出した写真が掲載されており、「ハートのウィルソン姉妹が告白:『初めてだったの!』」というキャプションが付けられていた。
この広告が世に出た後で、デトロイトのラジオプロモーターがアン・ウィルソンに恋人について質問をしたが、これはナンシーとの関係を近親相姦的なレズビアンの恋人同士とほのめかしたものだった。アンは激怒し、ホテルの部屋に引きこもって曲を書いた。彼女がこの出来事をナンシーに伝えると、ナンシーも激怒した。ナンシーはアンに加わり、メロディーとブリッジを提供した。この曲は「バラクーダ」となり、5月28日にビルボードホット100にランクインし、最高11位を記録した、バンドの代表曲の一つとなった。

## 収録曲
| #  | タイトル                                | 作詞・作曲                                                                          | 時間 |
| -- | --------------------------------------- | ----------------------------------------------------------------------------------- | ---- |
| 1. | 「バラクーダ」(Barracuda)               | アン・ウィルソン ロジャー・フィッシャー ナンシー・ウィルソン マイケル・デロージャー | 4:20 |
| 2. | 「愛を大切に」(Love Alive)              | A・ウィルソン フィッシャー N・ウィルソン                                            | 4:21 |
| 3. | 「森の詩」(Sylvan Song)                 | N・ウィルソン フィッシャー                                                          | 2:12 |
| 4. | 「狩人の夢」(Dream of the Archer)       | A・ウィルソン フィッシャー N・ウィルソン                                            | 4:30 |
| 5. | 「キック・イット・アウト」(Kick It Out) | A・ウィルソン                                                                       | 2:44 |

| #   | タイトル                           | 作詞・作曲                                                                                    | 時間 |
| --- | ---------------------------------- | --------------------------------------------------------------------------------------------- | ---- |
| 6.  | 「リトル・クイーン」(Little Queen) | A・ウィルソン N・ウィルソン フィッシャー デロージャー ハワード・リース スティーヴ・フォッセン | 5:10 |
| 7.  | 「やさしくして」(Treat Me Well)    | N・ウィルソン                                                                                 | 3:24 |
| 8.  | 「セイ・ハロー」(Say Hello)        | A・ウィルソン フィッシャー N・ウィルソン                                                      | 3:36 |
| 9.  | 「クライ・トゥ・ミー」(Cry to Me)  | A・ウィルソン N・ウィルソン                                                                   | 2:51 |
| 10. | 「ゴー・オン・クライ」(Go On Cry)  | A・ウィルソン フィッシャー N・ウィルソン                                                      | 5:52 |

| #   | タイトル                                                                                      | 作詞                                     | 作曲・編曲                               | 時間 |
| --- | --------------------------------------------------------------------------------------------- | ---------------------------------------- | ---------------------------------------- | ---- |
| 11. | 「トゥー・ロング・ア・タイム」(Too Long a Time 「愛を大切に」の初期デモバージョン)            | A・ウィルソン フィッシャー N・ウィルソン | A・ウィルソン フィッシャー N・ウィルソン | 3:30 |
| 12. | 「天国への階段」(Stairway to Heaven 1976年にシアトルのアクエリアス・タヴァーンでのライヴ収録) | ジミー・ペイジ ロバート・プラント        | ジミー・ペイジ ロバート・プラント        | 9:20 |

## パーソネル
『リトル・クイーン』のライナーノーツより

### ハート
- アン・ウィルソン – リードボーカル(1, 2, 4–6, 8–10)、フルート(track 2)
- ナンシー・ウィルソン – アコースティックギター(1, 2, 4, 6–9)、オートハープ(2, 4)、ボーカル(2, 4, 5, 6, 8, 9)、マンドリン(3, 4)、ピアノ(track 5)、エレキギター(7, 10)、ブルースハープ、リードボーカル(7)
- ロジャー・フィッシャー – リードギター(1, 2, 5, 6, 10)、マンドリン(3, 4)、エレキギター(8, 10)
- ハワード・リース – リードギター(1)、メロトロン(1, 4)、アコースティックギター、ピアノ(2)、ボーカル(2, 4, 6, 8, 10)、ムーグ・ベース（英語版）(3, 4)、エレキギター(5)、ギター(6)、グランドピアノ、弦楽編曲、弦楽指揮(7)、マンドリン(8)
- マイケル・デロージャー – ドラムス(1, 2, 5–8, 10)、タブラ(2)、パーカッション(4, 8)、ティンパニ、チャイム(10)
- スティーヴ・フォッセン – ベース(1, 2, 5–8, 10)

### その他のミュージシャン
- リン・ウィルソン・キーグル – ボーカル(9, 10)
- シール・ダニントン – ボーカル(9, 10)

### 技術
- マイク・フリッカー – 制作、エンジニア
- バズ・リッチモンド – エンジニア
- ウィンスロー・カッツ – エンジニア
- マイク・フィッシャー – 特別ディレクション

### 美術
- ハート – ジャケットコンセプト
- マイク・ダウド – 美術監督
- マリリン・ローメン – 美術監督
- ジョン・キー – デザイン
- ボブ・サイデマン（英語版） – 写真

## チャート成績
| チャート（1977年）                                         | 最高 順位 |
| ---------------------------------------------------------- | --------- |
| オーストラリア・アルバム（ケント・ミュージック・レポート） | 22        |
| カナダ (RPM)                                               | 2         |
| オランダ (MegaCharts)                                      | 9         |
| ドイツ (Offizielle Top 100)                                | 34        |
| 日本（オリコン）                                           | 67        |
| スウェーデン (Sverigetopplistan)                           | 44        |
| UK アルバムズ (OCC)                                        | 34        |
| US Billboard 200                                           | 9         |

| チャート（1977年）                                         | 順位 |
| ---------------------------------------------------------- | ---- |
| オーストラリア・アルバム（ケント・ミュージック・レポート） | 58   |
| カナダ トップアルバム/CD（RPM）                            | 15   |
| 米国 Billboard 200                                         | 46   |

## 認定
| 国/地域                    | 認定        | 認定/売上数 |
| -------------------------- | ----------- | ----------- |
| カナダ (Music Canada)      | 2× Platinum | 200,000^    |
| アメリカ合衆国 (RIAA)      | 3× Platinum | 3,000,000^  |
| ^ 認定のみに基づく出荷枚数 |             |             |

### 書誌情報
- Kent, David (1993). Australian Chart Book 1970–1992 (illustrated ed.). St Ives, N.S.W.: Australian Chart Book. ISBN 0-646-11917-6
- Wilson, Ann; Wilson, Nancy; Cross, Charles R. (2012). Kicking & Dreaming: A Story of Heart, Soul, and Rock and Roll. New York: It Books. ISBN 978-0-0621-0167-9